# IPad
L'iPad és una tauleta tàctil desenvolupada per Apple Inc. La primera versió va ser anunciada en una Keynote el 27 de gener de 2010, que es posicionà en una categoria entre un "telèfon intel·ligent" (smartphone) i un ordinador portàtil. Els models més recents són l'iPad Pro de 9,7 polzades, anunciat el 31 de març de 2016, i l'iPad Mini 4, llançat el 9 de setembre del 2015.

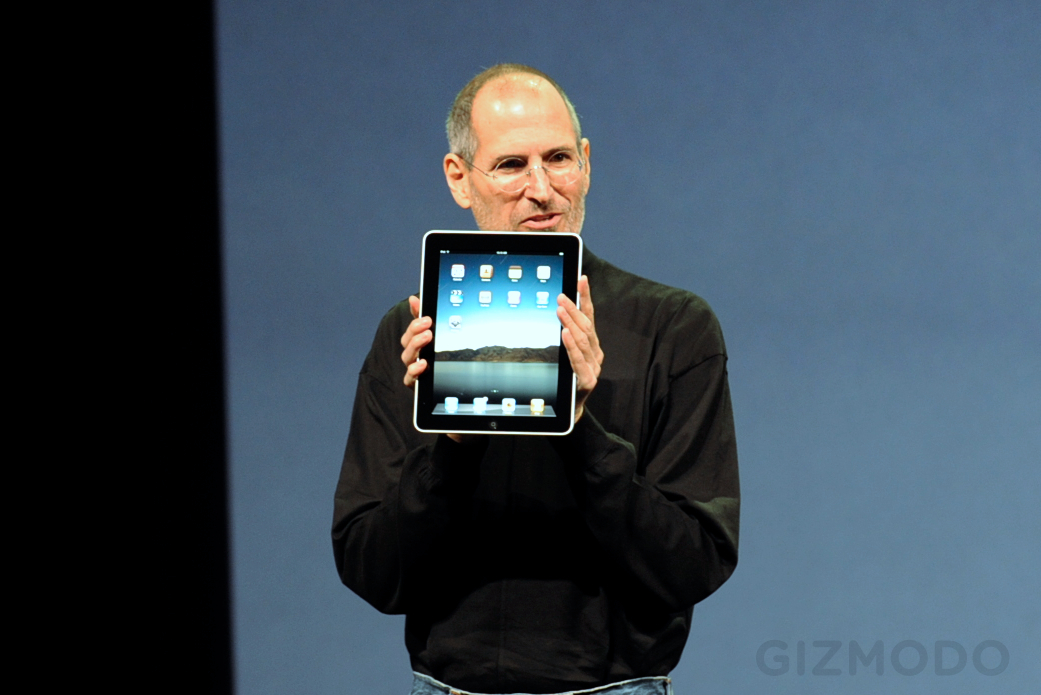
Steve Jobs presentant l'iPad en el Centre per a les arts Yerba Buena

Similar en les seves funcions a un iPhone o ipod touch encara que més gran i potent, funciona amb una versió modificada del mateix sistema operatiu (iOS), amb una interfície d'usuari redissenyada per a aprofitar la mida més gran del dispositiu electrònic i la capacitat d'utilitzar el servei ibookstore d'Apple amb l'aplicació iBooks (programari per a lectura de llibres electrònics). La primera versió tenia una pantalla amb retroil·luminació Led, capacitats multitàctils de 9,7 polzades, de 16 a 64 gigabytes (GB) d'espai tipus memòria flaix, Bluetooth, i un connector dock de 30 pins que permetia la sincronització amb el programari iTunes i servia de connexió  per a diversos accessoris. N'hi ha dos models: un amb connectivitat a xarxes sense fil Wi-Fi 802.11 N i un altre amb capacitats addicionals per a xarxes 3G (que pot connectar-se a xarxes de telefonia cel·lular HSDPA) i GPS assistit, amb fins a tres capacitats d'emmagatzemament diferents.
El True Tone és una tecnologia amb la capacitat d'ajustar automàticament el to de color de la temperatura en la pantalla, basant-se en la il·luminació i l'ambient de cada espai. L'iPad Pro, conté 4 sensors que s'encarreguen de mesurar la il·luminació i la lluentor del color ambiental. D'aquesta manera, permet a la pantalla la possibilitat de corregir els colors massa blancs i la il·luminació, així com la Saturació cromàtica. L'objectiu principal d'aquest sistema és el d'oferir una millor experiència als usuaris a través de l'ajustament dels colors.